# Mitteilungen zu den Kulturgütern der Orden
Die Mitteilungen zu den Kulturgütern der Orden (kurz MiKO) sind eine österreichische Fachzeitschrift für die Kulturgüterpflege und das Publikationsorgan des Bereichs Kultur und Dokumentation der Ordensgemeinschaften Österreich (Österreichische Ordenskonferenz). Grundsätzlich als E-Journal, dessen Beiträge laufend im Open Access veröffentlicht werden, konzipiert, erscheint jede Jahrgangsnummer zusätzlich auch in einer begrenzten Druckauflage. Von 2016 bis 2019 erschienen sie unter dem Titel Mitteilungen des Referats für die Kulturgüter der Orden (MiRKO).
Die Zeitschrift dient vorrangig, aber nicht ausschließlich der Veröffentlichung von Vorträgen, die bei Eigen- und Kooperationsveranstaltungen der Österreichischen Ordenskonferenz gehalten wurden. Die meisten Beiträge entstehen somit im Umfeld von Tagungen, Studientagen oder Festveranstaltungen. Inhaltlich beschäftigen sich die Beiträge mit unterschiedlichen Aspekten der Kulturgüterpflege in Archiven, Bibliotheken und Sammlungen, mit Denkmalschutz, mit der Kulturvermittlung und Kirchenpädagogik sowie mit ordenshistorischen Themen. Die Beiträge weisen dabei eine formale Bandbreite auf und reichen von kurzen Erfahrungsberichten und Impulsen bis hin zu auf originären Forschungen beruhenden wissenschaftlichen Aufsätzen. Sie stammen einerseits von Ordensleuten oder deren Mitarbeiterinnen und Mitarbeitern im Kulturbereich, andererseits aber auch von Fachleuten aus nicht-kirchlichen Institutionen.
Die Redaktion der Zeitschrift setzt sich aus Mitarbeiterinnen und Mitarbeitern der Ordenskonferenz Österreich sowie einzelner österreichischer Klöster und Orden zusammen.